# 上下埃及

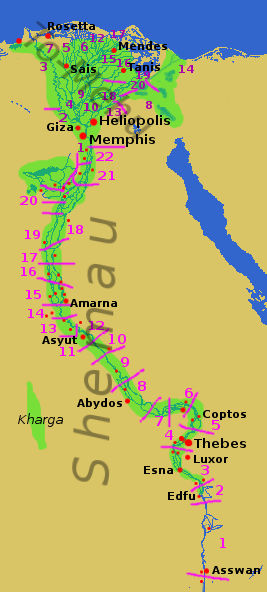
上埃及與下埃及之地圖

上下埃及，也被称为两地，是埃及在前王朝時期，以孟斐斯為界，位處尼羅河上下游的兩個各自獨立政權。上游南方地區為上埃及（Upper Egypt），下游北方地區為下埃及（Lower Egypt）。在埃及历史中，上下埃及是史前埃及的最后阶段，并直接引领了埃及的统一。“两地”这一概念，体现了埃及文化中的二元性。这一概念经常出现在古埃及的艺术与文本中。法老的头衔也能体现出这种二元性。
埃及的統一及由之而來的早王朝时期的開端，發生在前3100年左右。在那時之前，統治著上下埃及分別為兩個不同的政權。但統一對埃及的未來至關重要，因為為了對灌溉工程進行集中管理，為了確保尼羅河全線航運的暢通，必須有一個統一的政府。據傳統說法，完成埃及統一之事業的是一位來自南方上埃及的君主，他叫美尼斯，是第一位把北至尼羅河三角洲的整個埃及都置于自己控制之下的國王，當了第一名法老，配雙重王冠（象徵上下埃及統一）。在前3100年後的大約400年間，兩個統治王朝相繼支配著一個統一的埃及。
埃及的称号 zmꜣ-tꜣwj（埃及学发音为 sema-tawy，可见于孟图霍特普二世的荷鲁斯名和两女神名），通常被翻译成“统一两地的人”。。其图像被描绘成与纸莎草和百合植物缠绕在一起的人类气管。纸莎草和百合则分别象征下埃及和上埃及。
登基名是法老五个王名中的一个，字面意思是“芦苇与蜜蜂之主”（nswt-bjtj，芦苇和蜜蜂分别是上下埃及的标志），以及“两土地之主”（写作 nb-tꜣwj）。女王在统治时期被称为法老，并使用男性称谓。而王后则可能使用第二个称号的女性版本，包括“两地之女士”（nbt-tꜣwj）、“两地全域之女主人”（hnwt-tꜣwy-tm）以及“两地之女主人”（hnwt-tꜣwy）。

## 王冠

統一前的上埃及王冠 Hedjet
統一前的下埃及王冠 Deshret
上下埃及統一後的王冠,象徵著下埃及和上埃及的統一,第一個戴它的人是 美尼斯國王    Pschent

## 地理构成
古埃及被划分为两个地区：上埃及和下埃及。下埃及位于北部，尼罗河在此分成多个分支，并形成了尼罗河三角洲；上埃及位于南部，向南延伸至阿斯旺。“上”与“下”的命名来源于尼罗河从东非高原向北流入地中海的水流方向。

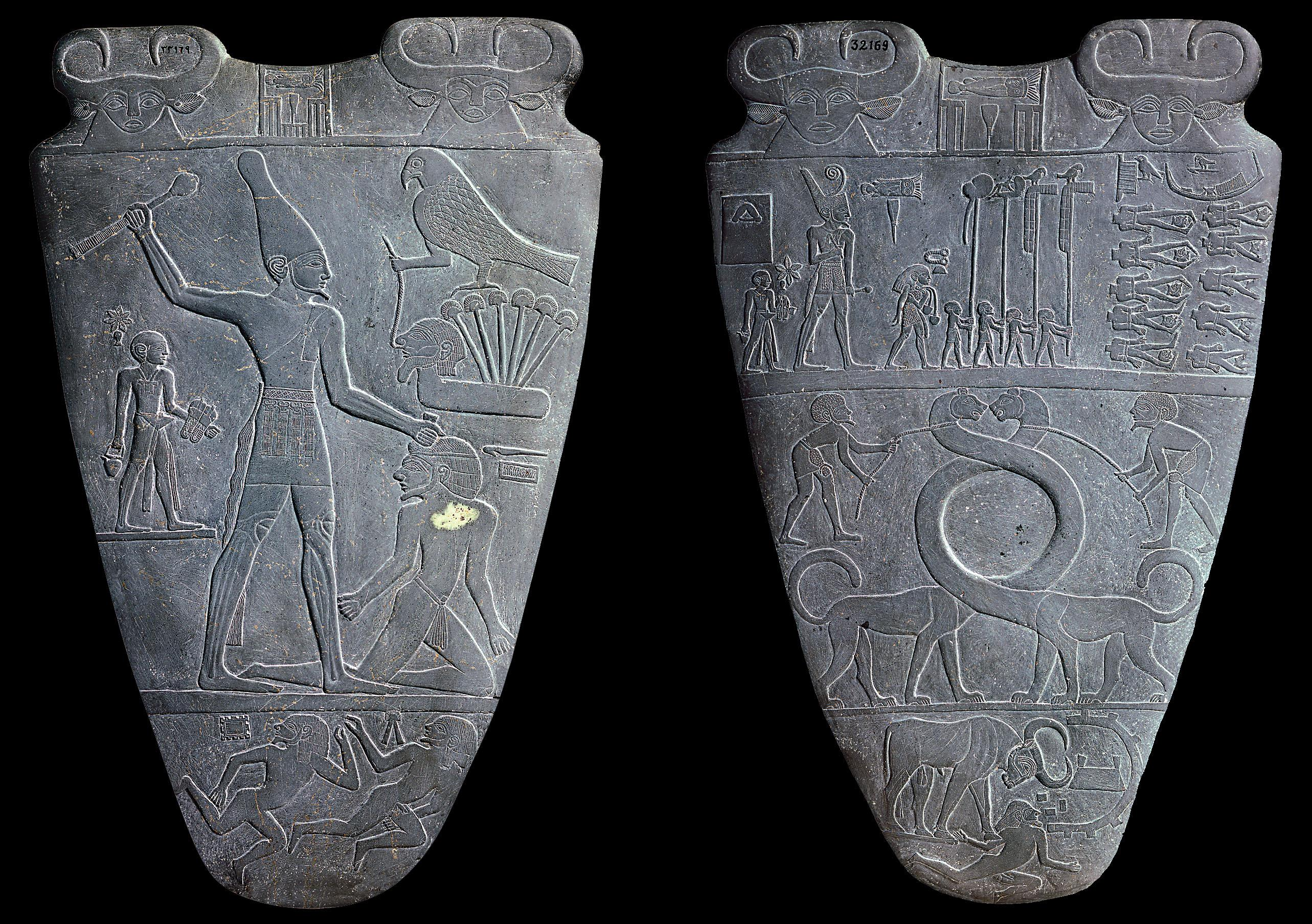
那尔迈调色板

上下埃及大约在公元前3000年实现了统一，但依然保留有各自的王冠：上埃及的白冠和下埃及的红冠。因此，法老被称为“两土地之主”，佩戴“红白双冠”，红白两部分分别代表下埃及和上埃及。古埃及的传统认为，美尼斯（现在人们相信他与那尔迈是同一人）是统一上下埃及的君主。在那尔迈调色板上，那尔迈在一面佩戴红冠，另一面佩戴白冠，展示了他对上下埃及的统治。

## 统一与象征

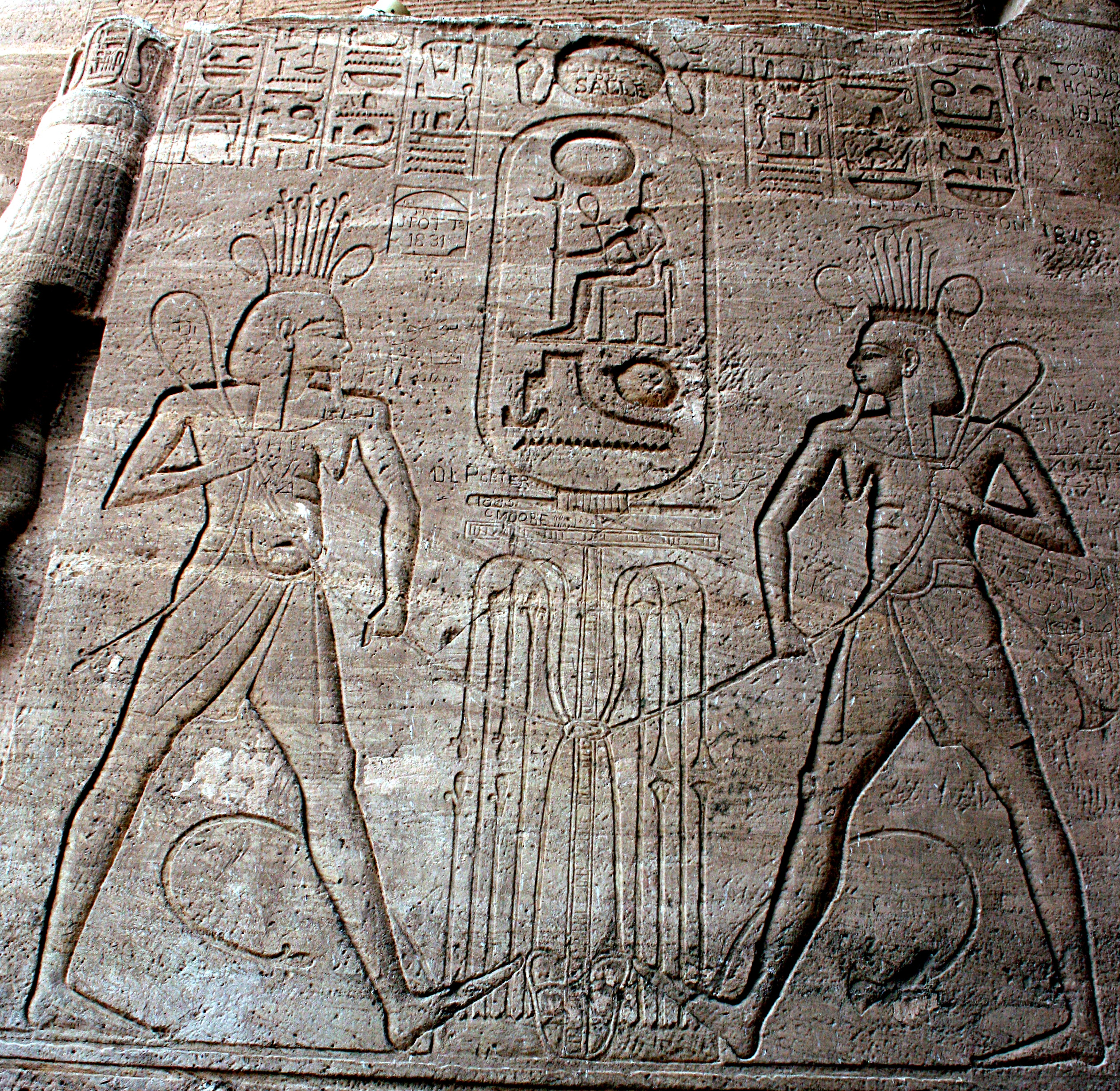
哈皮将纸莎草和芦苇绑在一起，形成“sema-tawy”符号，象征上下埃及的统一。

上下埃及的统一表示为打结的纸莎草和芦苇。这个图案既象征了通过连接实现的和谐，也体现了通过束缚实现的统治。这种二元性是王室象征的重要组成部分。有时候这种二元性进一步延伸，表现为打结的植物延展并束缚来自北方和南方的外敌。
在第一王朝，出现了具有二元特征的王室称号。“上下埃及之王”（nswt bjtj）这个称号结合了代表上埃及的植物和代表下埃及的蜜蜂。另一个二元称号是“两女神名”或“涅布提名”，代表上埃及尼肯的秃鹰女神奈赫贝特和下埃及布陀的眼镜蛇女神瓦杰特。
有许多描绘两地统一仪式的例子。目前还不知道这种仪式是在统治之初进行，还是仅仅是一种象征性的表现。在许多统一仪式的描绘中，可以看到有两位神正在绑结植物。通常是荷鲁斯和赛特，或者荷鲁斯和托特。一些来自阿蒙霍特普三世（赫尔莫波利斯）、塔哈尔卡（博尔戈尔山）和阿特拉内尔萨（博尔戈尔山）的巴克船支架，展示了两位河流之神执行的这一仪式。这些描绘与拉美西斯二世时期阿布辛拜勒神庙的一处场景相符。
只有少数场景展示了国王亲自执行这一仪式。这些场景均来自于巴克船支架，并且可以追溯到阿蒙霍特普三世、塞提一世和拉美西斯三世统治时期。后两者可能是对第一个场景的复制。

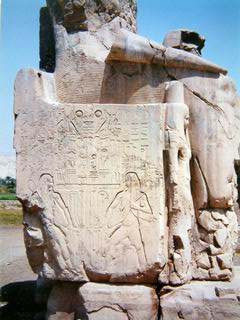
门农巨像上的河神哈皮象征着上下埃及的统一。阿蒙霍特普三世统治时期。
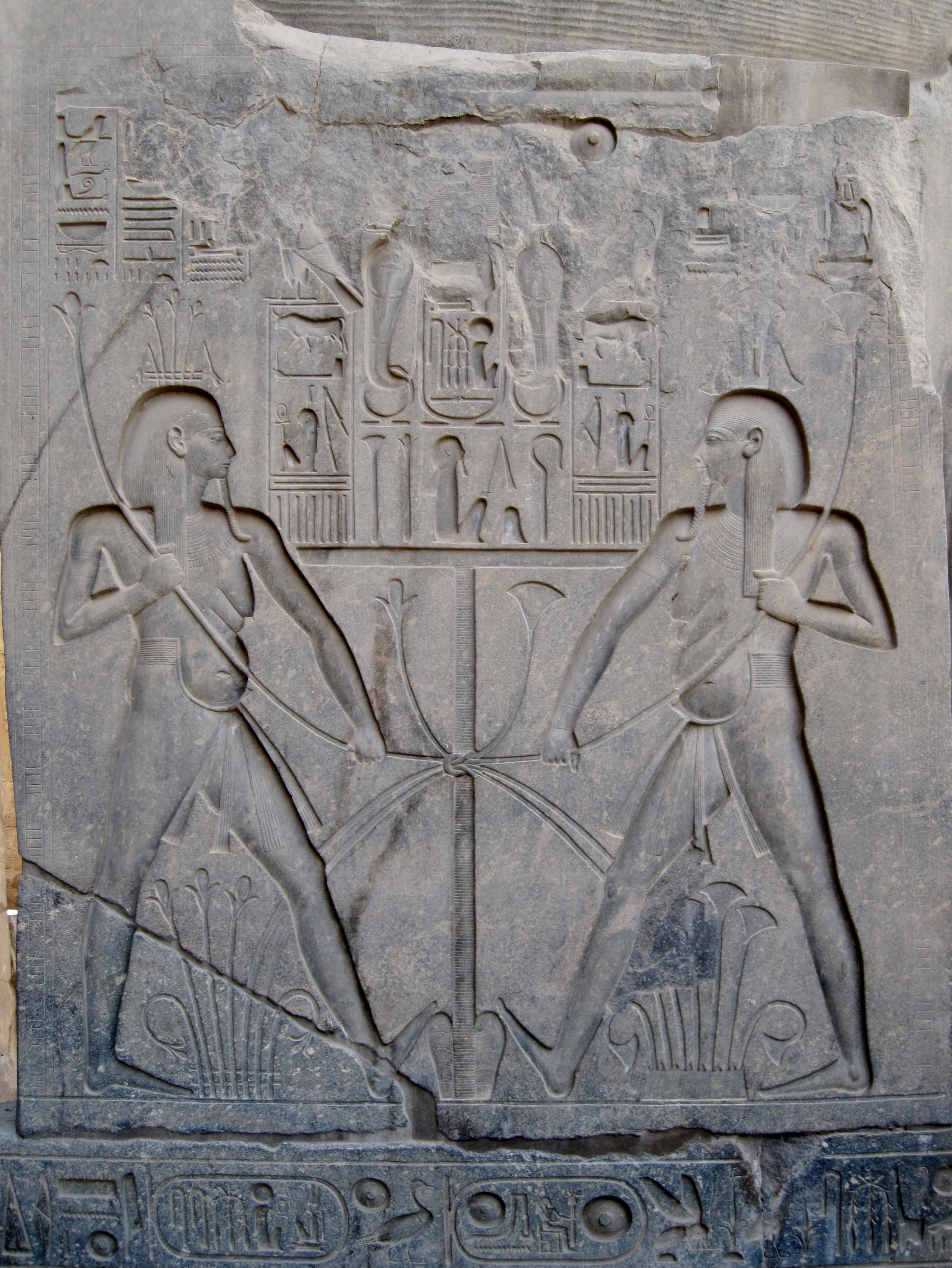
底比斯的一处神庙场景。
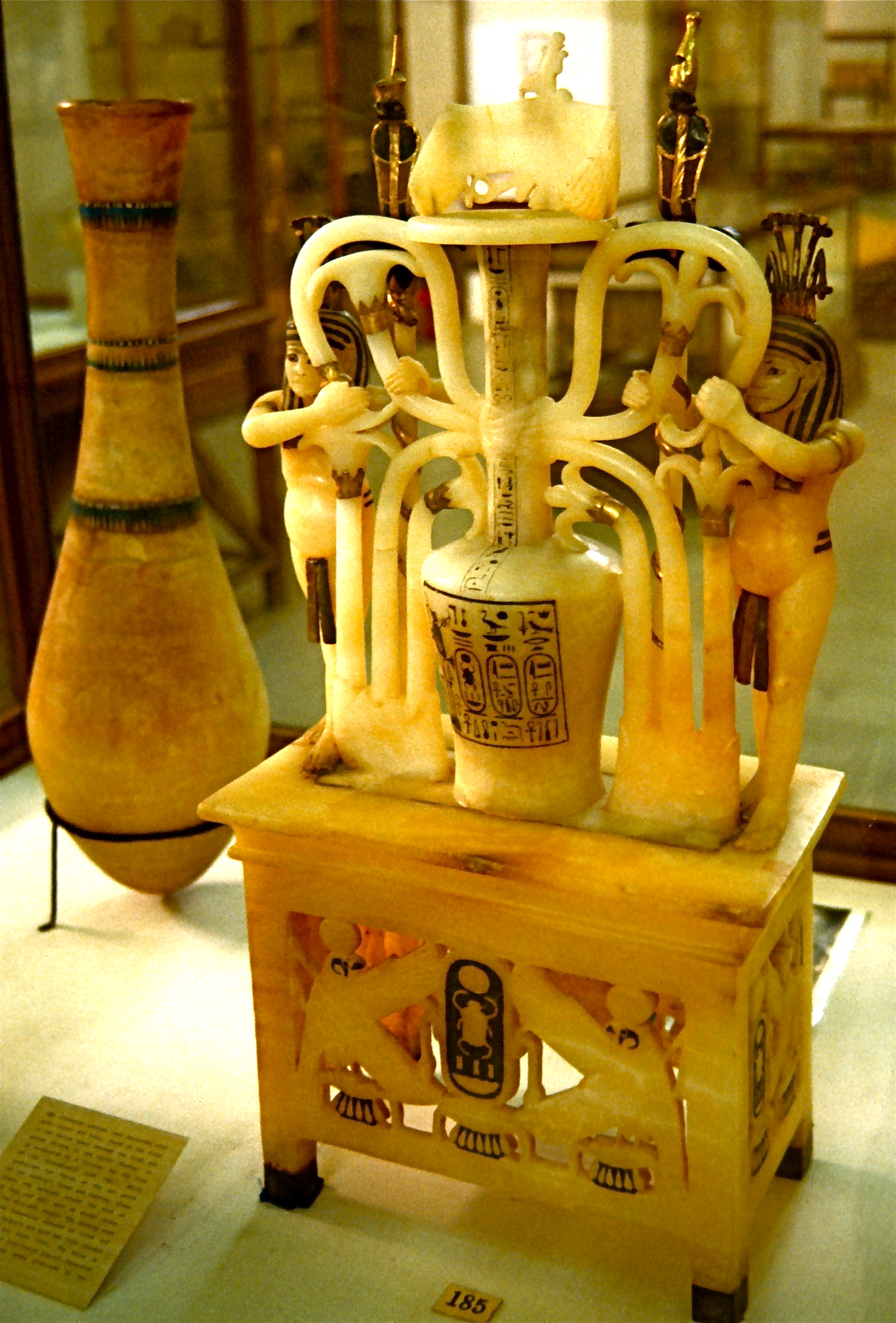
图坦卡蒙墓中出土的描绘着“sema-tawy”符号和河神哈皮的雪花石膏罐。
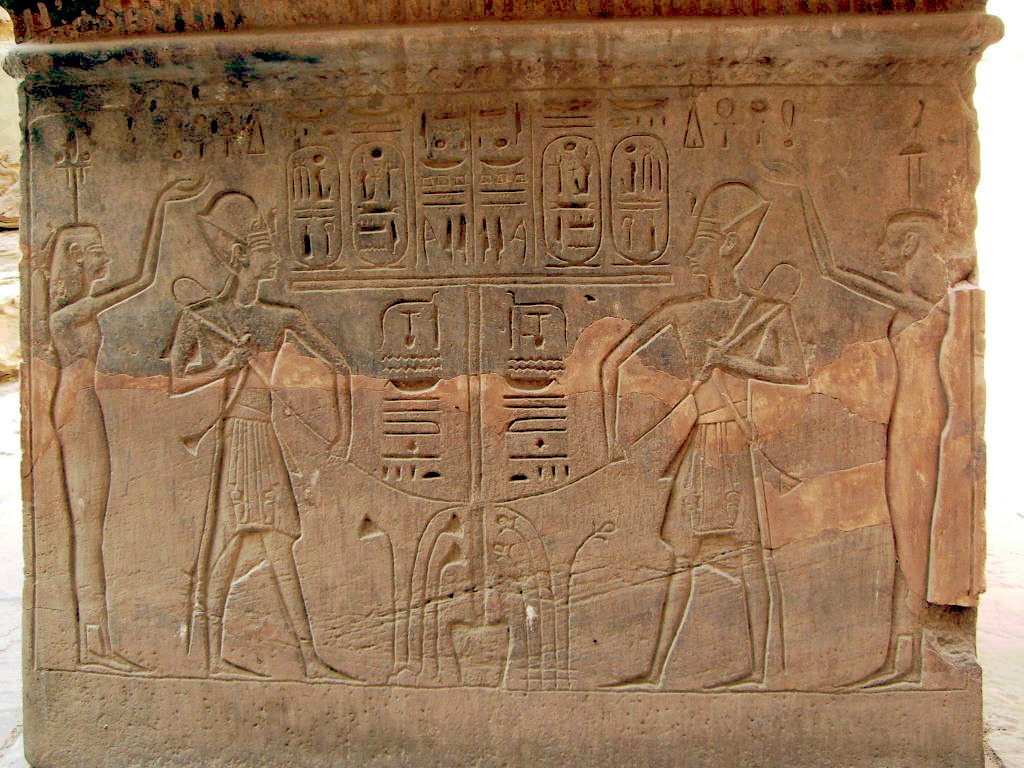
孔苏神庙上的拉美西斯三世。
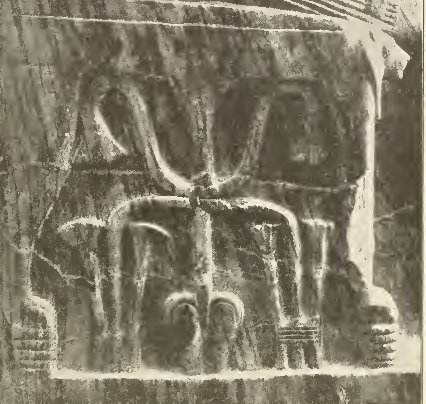
卡夫拉王座侧面的“sema-tawy”符号，旁边没有神。